# Parc polaire
Le Parc polaire est un parc zoologique français situé sur le territoire de la commune de Chaux-Neuve, dans le département du Doubs et le parc naturel régional du Haut-Jura.
Couvrant une superficie de 12 hectares au cœur de la forêt du Risoux, il est spécialisé dans les animaux sauvages des climats froids, notamment des yacks, daims, rennes, bisons européens, cerfs élaphes, bouquetin des Alpes, chamois, marmottes des Alpes, Loups arctique, Renards Polaire, Martre des pins, Mouflons corse , et chevaux konik polski.

## Historique
Le parc polaire a été créé en 2006 par Gilles Malloire et son épouse Claude dans une ancienne ferme d'alpage située à 1200m d'altitude qu'ils ont acquise en 1985 et qui ne possédait ni l'électricité ni l'eau courante pendant les 15 premières années où ils y vécurent,.

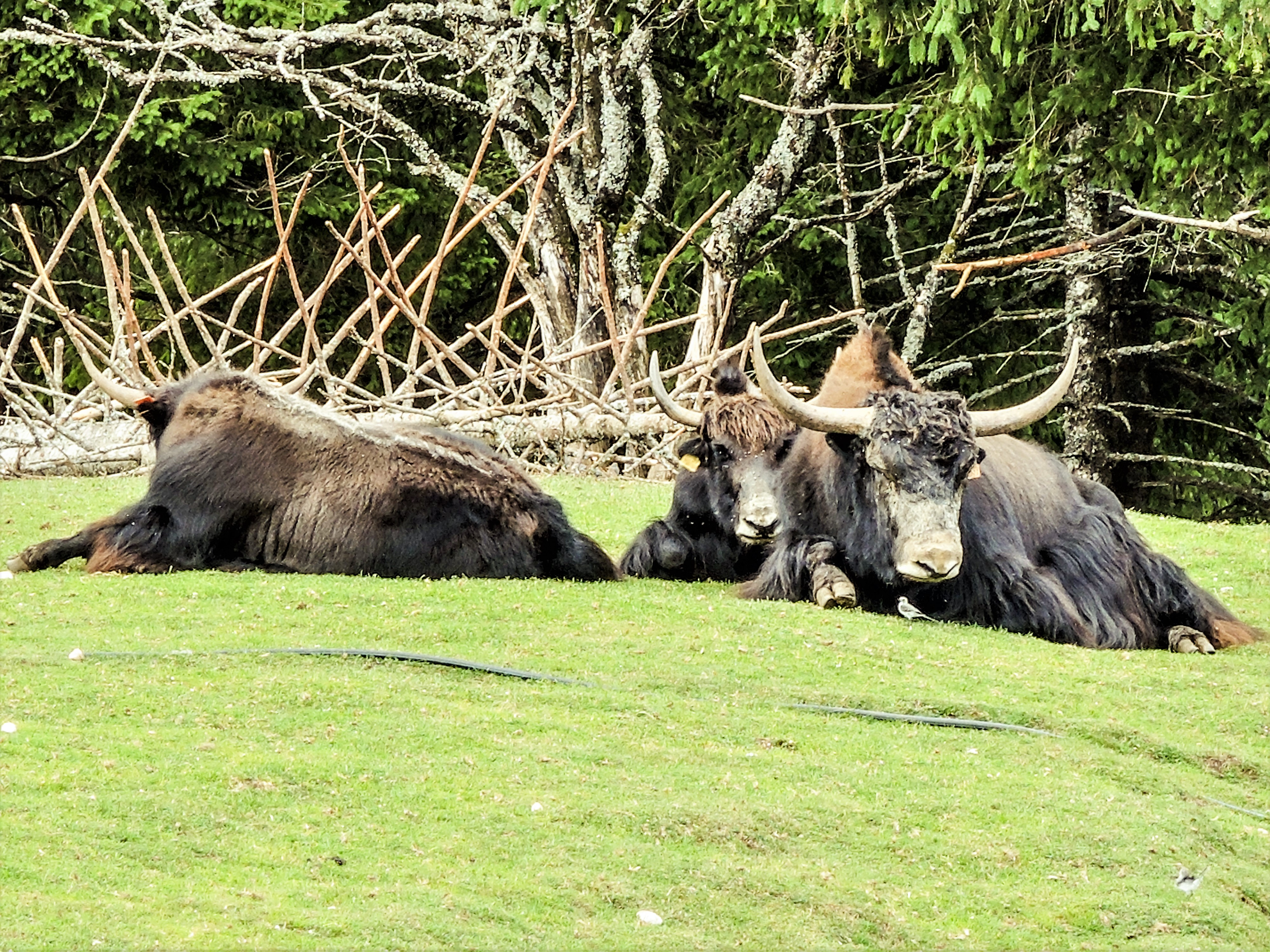
Yacks
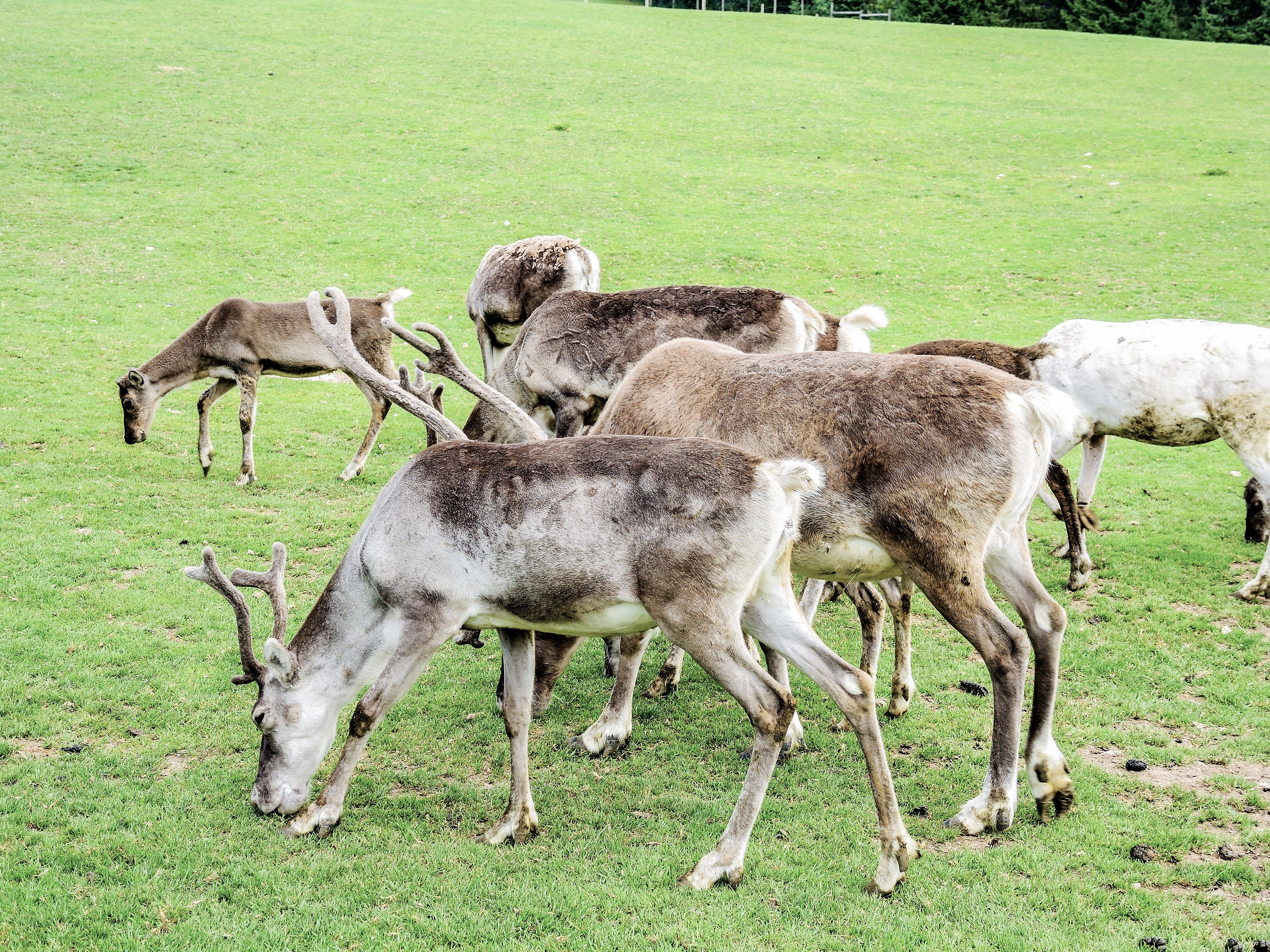
Rennes.
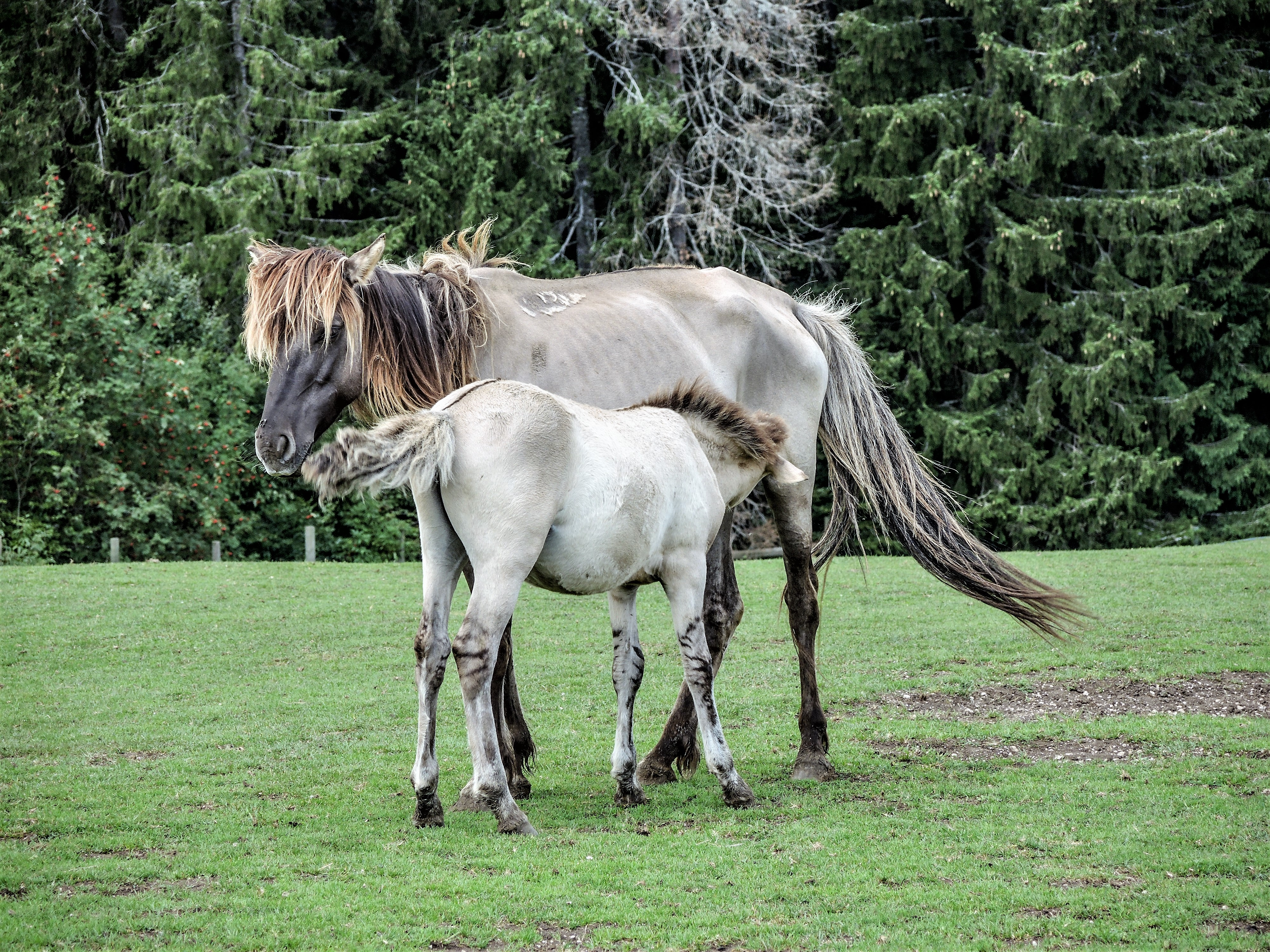
Chevaux konik polski.
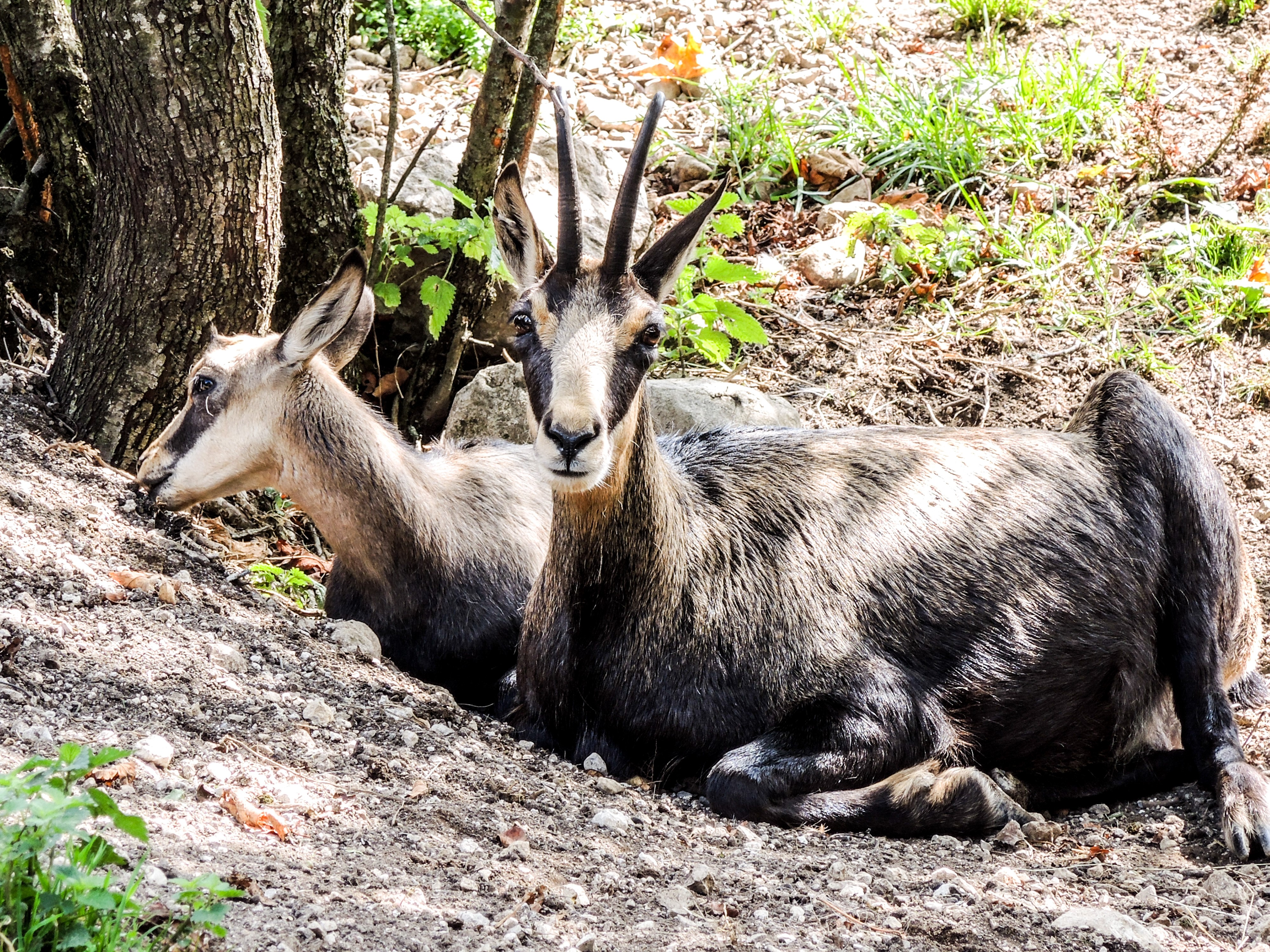
Chamois.
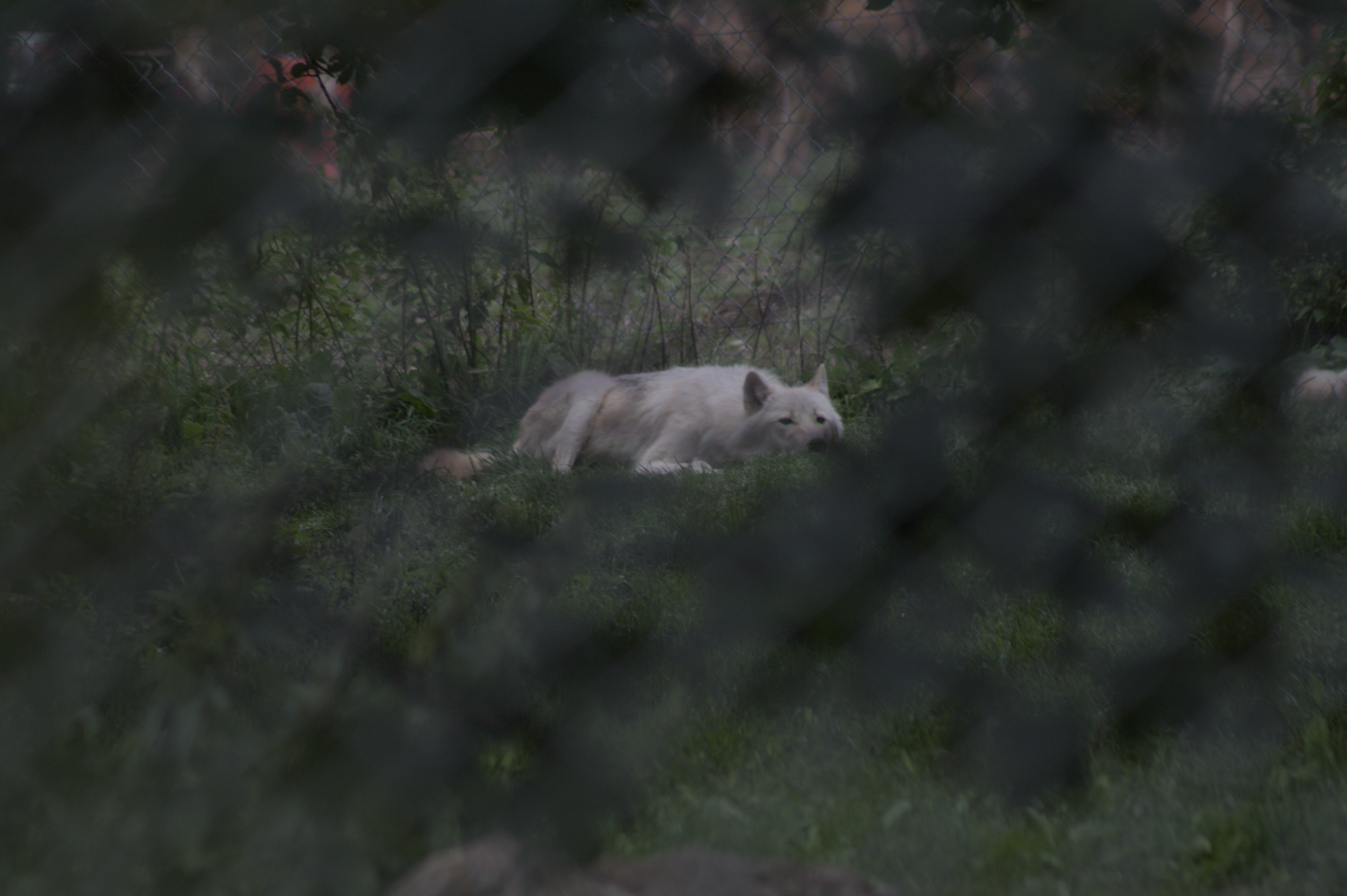
Loup arctique.